# 大寶 (南漢)
大寶（958年八月—971年二月）是南汉後主劉鋹的年号，共计14年。

## 改元
- 乾和十六年——八月三日，南漢中宗去世，後主劉鋹即位，改元大寶元年。[2][3][4][5][6]
- 大寶十四年——二月五日，南漢後主向宋軍投降，南漢滅亡。[7][8][9][10]

## 紀年對照表
| 大寶 | 元年   | 二年   | 三年   | 四年   | 五年  | 六年  | 七年  | 八年  | 九年  | 十年  |
| ---- | ------ | ------ | ------ | ------ | ----- | ----- | ----- | ----- | ----- | ----- |
| 公元 | 958年  | 959年  | 960年  | 961年  | 962年 | 963年 | 964年 | 965年 | 966年 | 967年 |
| 干支 | 戊午   | 己未   | 庚申   | 辛酉   | 壬戌  | 癸亥  | 甲子  | 乙丑  | 丙寅  | 丁卯  |
| 大寶 | 十一年 | 十二年 | 十三年 | 十四年 |       |       |       |       |       |       |
| 公元 | 968年  | 969年  | 970年  | 971年  |       |       |       |       |       |       |
| 干支 | 戊辰   | 己巳   | 庚午   | 辛未   |       |       |       |       |       |       |

## 同期存在的其他政权年号
- 中國
  - 天會（957年－973年）：北漢—劉鈞、劉繼恩、劉繼元之年號
  - 显德（954年－960年）：後周—郭威、柴榮、柴宗訓之年號
  - 建隆（960年－963年）：北宋—太祖趙匡胤之年號
  - 乾德（963年－968年）：北宋—太祖趙匡胤之年號
  - 开宝（968年－976年）：北宋—太祖趙匡胤之年號
  - 广政（938年－965年）：後蜀—孟昶之年號
  - 廣德（953－967年）：大理—段思聰之年號
  - 順德（968年）：大理—段思聰之年號
  - 明政（969年－985年）：大理—段素順之年號
  - 應曆（951年－969年）：遼—遼穆宗耶律璟之年號
  - 保寧（969年－979年）：遼—遼景宗耶律賢之年號
  - 同慶（912年－966年）：于闐—尉遲烏僧波之年號
  - 天尊（967年－977年）：于闐—尉遲蘇拉之年號
- 越南
  - 太平（970年－980年）：丁朝—丁部領、丁璿之年號
- 日本
  - 天德（957年－961年）：村上天皇之年号
  - 應和（961年－964年）：村上天皇之年号
  - 康保（964年－968年）：村上天皇與冷泉天皇之年号
  - 安和（968年－970年）：冷泉天皇與圓融天皇之年号
  - 天祿（970年－973年）：圓融天皇之年号

## 參看
- 中國年號索引
- 其他時期使用的大寶年號

## 深入閱讀
- 李崇智. . 北京: 中華書局. 2004年12月. ISBN 7101025129.
- 鄧洪波. . 臺北: 國立臺灣大學東亞經典與文化研究計劃. 2005年3月  [2022-01-03]. ISBN 9789860005189. （原始内容 (pdf)存档于2007-08-25）.

| 前一年號： 乾和 | 南汉年号 958年－971年 | 下一年號： -- |